# Brain Sports Academy
Brain Sports Academy（ブレインスポーツアカデミー、BSA）は、メモリースポーツ、ルービックキューブ競技のチームであり、競技から記憶術、勉強法などを指導するスクールである。
またWEBマガジンであるBSAマガジンやYouTubeチャンネルでも、メモリースポーツやルービックキューブ、記憶術などに関する内容を配信している。
2022年9月に株式会社メモアカを設立し、以降はメモアカとして活動している。

## 概要
BSAのスクールは「想像を創造する」をコンセプトに、2017年に青木健と平田直也が、東京都三鷹市に創業した。
その後、2020年から「ブレスポしようよ」をコンセプトにメモリースポーツやルービックキューブ、脳トレやクイズなどをBSAマガジンで発信している。
メモリースポーツやルービックキューブなどの頭脳競技(ブレインスポーツ)の各世代の日本チャンピオンや世界チャンピオンが多数所属している。
中心メンバーはテレビやラジオなどのメディア出演から書籍執筆まで積極的に行っている。

## メンバー
中心メンバーはメモリースポーツ、ルービッキューブの各世代トップレベルプレイヤーで構成されていて、メディア出演やYouTubeに出演するメンバーは学生が多い。

### 中心メンバー
青木 健（）
BSA(ブレインスポーツアカデミー)の代表で、BSAマガジンの編集長である。
株式会社福音館書店の在職中にBSAを立ち上げ、その後退社。現在は東京大学大学院に在籍している。
メモリースポーツ元日本チャンピオン、世界記憶力グランドマスターで日本メモリースポーツ協会の会長も務めている。
青柳 吟（）
目隠しルービックキューブ日本チャンピオン。BSAマガジンライター。ルービックキューブトレーナー。
荒井 佳織（）
Remote Memory Championship 2020出場。BSAマガジンライター。
郡司 光貴（）
スピードキューバー。ルービックキューブ元日本チャンピオン・元世界準チャンピオン。最強大脳2015中国に出演。
小林 瞭（）
メモリースポーツ日本チャンピオン。2021年世界大会準優勝。
トランプ記憶日本記録保持者。青山学院大学 文学部 在学。
学習トレーナー・メモリースポーツトレーナー。BSAマガジンライター。
高岡 里朱（）
Japan MLC 2020 出場。Osaka MLC 2019 3位。埼玉県有名私立進学校 在学。
高岡 柚月（）
メモリースポーツ小学生日本チャンピオン。アジア選手権 7位。都内有名私立進学校 在学。
土屋 一輝（）
Japan MLC 2020 4位。東京MLC2019 準優勝。青山学院大学 文学部 在学。
学習トレーナー・メモリースポーツトレーナー。BSAマガジンライター。
平田 直也（）
メモリースポーツ日本チャンピオン。目隠しルービックキューバー。一橋大学 商学部卒。
BSAマガジンライター。
外園 清香（）
トランプ記憶日本記録保持者（女子）横浜市立大学 理学部 在学。
BSAマガジンライター。
山口 晏平（やまぐち やすひら）
メモリースポーツ日本チャンピオン。上智大学 経済学部 在学。
BSAマガジンライター。